# Lijst van kardinalen gecreëerd door paus Pius IX

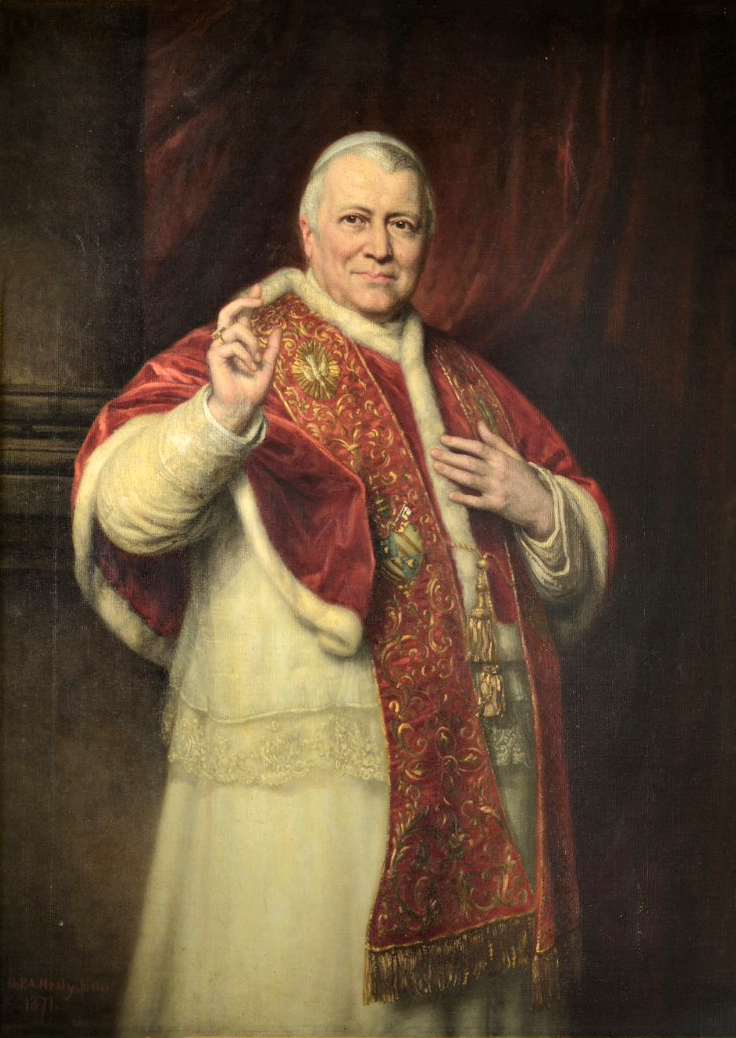
paus Pius IX

Hieronder volgt een lijst van kardinalen gecreëerd door paus Pius IX

## Consistorie van 21 december 1846
- Gaetano Baluffi
- Raffaele Fornari
- Pietro Marini
- Giuseppe Bofondi

## Consistorie van 11 juni 1847
- Pierre Giraud
- Jacques-Marie-Antoine-Célestin Dupont
- Giacomo Antonelli

## Consistorie van 20 januari 1848
- Carlo Vizzardelli

## Consistorie van 30 september 1850
- Paul-Thérèse d’Astros
- Juan José Bonel y Orbe
- Giuseppe Cosenza
- Jacques-Marie-Adrien-Césaire Mathieu
- Judas José Romo y Gamboa
- Thomas Gousset
- Maximilian Joseph Gottfried Sommerau Beeckh
- Johannes von Geissel
- Pedro Paulo de Figuereido da Cunha e Melo
- Nicholas Patrick Stephen Wiseman
- Giuseppe Pecci
- Melchior Ferdinand Joseph von Diepenbrock
- Roberto Giovanni F. Roberti

## Consistorie van 15 maart 1852
- Domenico Lucciardi
- François-Auguste-Ferdinand Donnet
- Girolamo D’Andrea
- Carlo Luigi Morichini
- Michele Viale-Prelà
- Giovanni Brunelli

## Consistorie van 7 maart 1853
- János Scitovský
- François-Nicholas-Madeleine Morlot
- Giusto Recanati
- Domenico Savelli
- Prospero Caterini
- Vincenzo Santucci

## Consistorie van 19 december 1853
- Vincenzo Gioacchino Pecci
- Camillo Di Pietro

## Consistorie van 17 december 1855
- Joseph Othmar von Rauscher
- Karl August Graf von Reisach
- Clément Villecourt
- Francesco Gaude

## Consistorie van 16 juni 1856
- Mihail Lewicki
- Juraj Haulik Váralyai
- Alessandro Barnabó
- Gaspare Grassellini
- Francesco de’ Medici di Ottaiano

## Consistorie van 15 maart 1858
- Cirilo de Alameda y Brea
- Antonio Benedetto Antonucci
- Manuel Joaquín Tarancón y Morón
- Enrico Orfei
- Giuseppe Milesi Pironi Ferretti
- Pietro De Silvestri
- Teodolfo Mertel

## Consistorie van 25 juni 1858
- Manuel Bento Rodrigues da Silva

## Consistorie van 27 september 1861
- Alexis Billiet
- Carlo Sacconi
- Miguel García Cuesta
- Gaetano Bedini
- Fernando de la Puente y Primo de Rivera (53)

## Consistorie van 16 maart 1863
- Giuseppe Luigi Trevisanato
- Antonio Saverio De Luca
- Giuseppe Andrea Bizzarri
- Luis de la Lastra y Cuesta
- Jean-Baptiste-François Pitra
- Filippo Maria Guidi
- Francesco Pentini

## Consistorie van 11 december 1863
- Henri-Marie-Gaston Boisnormand de Bonnechose

## Consistorie van 22 juni 1866
- Paul Cullen
- Gustav Adolf von Hohenlohe-Schillingsfürst
- Luigi Bilio
- Antonio Matteucci
- Domenico Consolini

## Consistorie van 13 maart 1868
- Lucien-Louis-Joseph-Napoléon Bonaparte
- Innocenzo Ferrieri
- Matteo Eustachio Gonella
- Lorenzo Barili
- Giuseppe Berardi
- Juan de la Cruz Ignacio Moreno y Maisonave
- Raffaele Monaco La Valletta
- Edoardo Borromeo
- Annibale Capalti

## Consistorie van 22 december 1873
- Patriarch Inácio do Nascimento Morais Cardoso
- René-François Régnier
- Maximilian Joseph von Tarnóczy
- Flavio Chigi
- Alessandro Franchi
- Joseph-Hippolyte Guibert
- Mariano Falcinelli Antoniacci
- Mariano Benito Barrio y Fernández
- Luigi Oreglia di Santo Stefano
- János Simor
- Camillo Tarquini
- Tommaso Maria Martinelli

## Consistorie van 15 maart 1875
- Ruggero Luigi Emidio Antici Mattei
- Pietro Gianelli
- Mieczysław Halka Ledóchowski
- John McCloskey
- Henry Edward Manning
- Victor-Auguste-Isidore Dechamps
- Salvatore Nobili Vitelleschi
- Giovanni Simeoni
- Domenico Bartoli
- Lorenzo Ilarione Randi
- Bartolomeo Pacca (57)Fr. Bartolomeo Pacca (57)	Cardinal-Deacon

## Consistorie van 17 september 1875
- Geoffroi Brossais Saint-Marc

## Consistorie van 3 april 1876
- Bartolomeo D’Avanzo
- Johannes Baptiste Franzelin

## Consistorie van 12 maart 1877
- Francisco de Paula Benavides y Navarrete
- Francesco Saverio Apuzzo
- Manuel García Gil
- Edward Henry Howard
- Miguel Payá y Rico
- Louis-Marie-Joseph-Eusèbe Caverot
- Luigi Di Canossa
- Luigi Serafini
- Lorenzo Nina
- Enea Sbarretti
- Frédéric de Falloux du Coudray

## Consistorie van 22 juni 1877
- Josip Mihalović
- Johannes Baptiste Kutschker
- Lucido Maria Parocchi

## Consistorie van 28 december 1877
- Vincenzo Moretti
- Antonio Pellegrini